# ايمو ديانا
ايمو ديانا (بالإيطالية: Aimo Diana)‏ (2 يناير 1978 إيطاليا - ) هو لاعب كرة قدم إيطالي، يلعب كلاعب وسط.

## مسيرته الكروية
لعب ايمو ديانا خلال مسيرته الاحترافية مع 9 أندية في عشرون موسمًا وسجل خلالها 28 هدفًا ضمن 415 مباراة. حيث فاز في موسم واحد بالكأس ولم يفز بأي دوري.
خاض ايمو ديانا مسيرته مع نادي بريشيا في موسم 1996–97 في المرة الأولى واستمر معه طيلة ثلاثة مواسم ثم في موسم 2000–01 ولمدة موسمين، مشاركًا طوالها في 93 مباراة سجل خلالها 4 أهداف. ثم انتقل إلى نادي هيلاس فيرونا في موسم 1999–00 لمدة موسم واحد، حيث شارك في 25 مباراة ولم يسجل أي هدف. لينتقل بعدها إلى نادي بارما في موسم 2001–02 ولمدة موسمين، مشاركًا في 26 مباراة سجل خلالها هدفًا واحدًا. ثم انتقل إلى نادي ريجينا في موسم 2002–03 لمدة موسم واحد، مشاركًا في 16 مباراة سجل خلالها هدفًا واحدًا أيضًا. هذا وانتقل لاحقًا إلى نادي سامبدوريا في موسم 2003–04 واستمر معه طيلة ثلاثة مواسم، مشاركًا في 94 مباراة سجل خلالها 16 هدفًا. ثم انتقل بعدها إلى نادي باليرمو في موسم 2006–07 ولمدة موسمين، مشاركًا في 41 مباراة سجل خلالها هدفين. ليعود وينتقل من جديد، لكن هذه المرة إلى نادي تورينو في موسم 2007–08 واستمر معه طيلة ثلاثة مواسم، مشاركًا في 60 مباراة سجل خلالها 3 أهداف. لينتقل بعدها إلى نادي بيلينزونا في موسم 2009–10 ولمدة موسمين، مشاركًا في 31 مباراة ولم يسجل أي هدف. ثم لعب في نادي لوميتساني في موسم 2011–12 لمدة موسم واحد، مشاركًا في 29 مباراة سجل خلالها هدفًا واحدًا.

## روابط خارجية
- ايمو ديانا على موقع الاتحاد الدولي (مؤرشف)  (الإنجليزية)
- ايمو ديانا على موقع قاعدة بيانات كرة القدم.إي يو (الإنجليزية)
- ايمو ديانا على موقع ناشيونال فوتبول تيمز (الإنجليزية)
- ايمو ديانا على موقع Soccerway.com (الإنجليزية)
- ايمو ديانا على موقع عالم كرة القدم.نت (الإنجليزية)